# Josef Anton Euseb von Beroldingen
Josef Anton Euseb von Beroldingen (* 10. Oktober 1703 in Gündelhart; † 25. August 1776 ebenda) war Herr zu Gündelhart und Beerenberg.
Er entstammt der thüringisch-deutschen Linie des Urner Adelsgeschlechts von Beroldingen. Seine Eltern waren Joseph Anton und Maria Barbara Elisabeth Roth von Schreckenstein.
Er studierte an der Universität Parma. 1725–1731 war er Oberhofmeister seines Onkels Coelestin von Beroldingen, des Abts der Fürstabtei Murbach im Elsass und anschließend Verweser des Hofmeisteramts. 1732–43 war er Landshofmeister der Fürstabtei St. Gallen und Vertrauter des Fürstabts Joseph von Rudolphi († 1740). 1743–69 war er Direktor der Kantone Allgäu, Hegau und Bodensee der schwäbischen Reichsritterschaft und 1743–1749 kaiserlicher Hofrat.
In erster Ehe war er ab 1733 mit Maria Anna, Freiin von Roll zu Bernau († 1750) verheiratet. Zu ihren fünf Kindern zählten Franz Cölestin von Beroldingen und Joseph Anton von Beroldingen (* 1738). 1750 heiratete er Maria Febronia, Freiin von Freiberg-Eisenberg-Almendingen (geb. von Speth von Schülzburg; verw. 1749; † 1754). Der  Diplomat und Politiker Paul Joseph von Beroldingen war deren Sohn.

## Veröffentlichungen
- Erkanntnuss der Heyligen; 1748